# Sandeothallus radiculosus
Sandeothallus radiculosus là một loài rêu duy nhất chi Sandeothallus thuộc họ Allisoniaseae. Loài này được Schiffner R.M. Schust. mô tả khoa học đầu tiên năm 1982.